# (44597) Thoreau
(44597) Thoreau ist ein Asteroid des inneren Hauptgürtels, der am 6. August 1999 von dem tschechischen Astronomenehepaar Jana Tichá und Miloš Tichý am Kleť-Observatorium (IAU-Code 046) bei Český Krumlov entdeckt wurde.
Mittlere Sonnenentfernung (große Halbachse), Exzentrizität und Neigung der Bahnebene des Asteroiden ähneln den Bahndaten der Mitglieder der Flora-Familie, einer großen Gruppe von Asteroiden, die nach (8) Flora benannt ist. Asteroiden dieser Familie bewegen sich in einer Bahnresonanz von 4:9 mit dem Planeten Mars um die Sonne. Die Gruppe wird auch Ariadne-Familie genannt, nach dem Asteroiden (43) Ariadne.
(44597) Thoreau wurde am 10. September 2003 nach dem US-amerikanischen Schriftsteller und Philosophen Henry David Thoreau (1817–1862) benannt. Jana Tichá hatte Thoreaus Hütte am Walden Pond in Concord, Massachusetts besucht. Schon 1985 war ein Einschlagkrater auf der nördlichen Hemisphäre des Planeten Merkur nach Henry David Thoreau benannt worden: Merkurkrater Thoreau.